# Punggelan (plaats)
Punggelan is een bestuurslaag in het regentschap Banjarnegara van de provincie Midden-Java, Indonesië. Punggelan telt 6460 inwoners (volkstelling 2010).